# Dongba

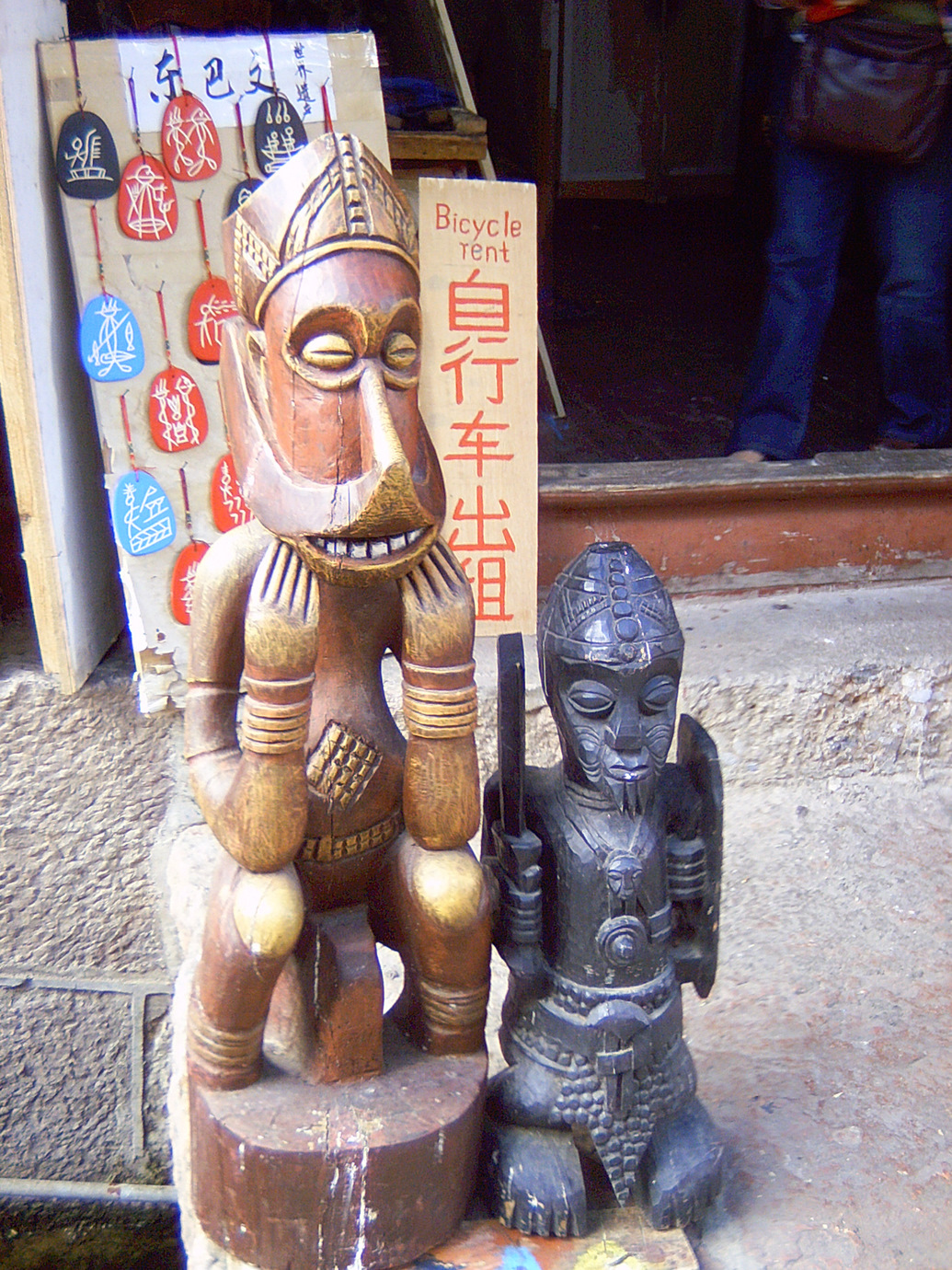
Escultura de madeira Dongba, na cidade de Shuhe,Yunnan

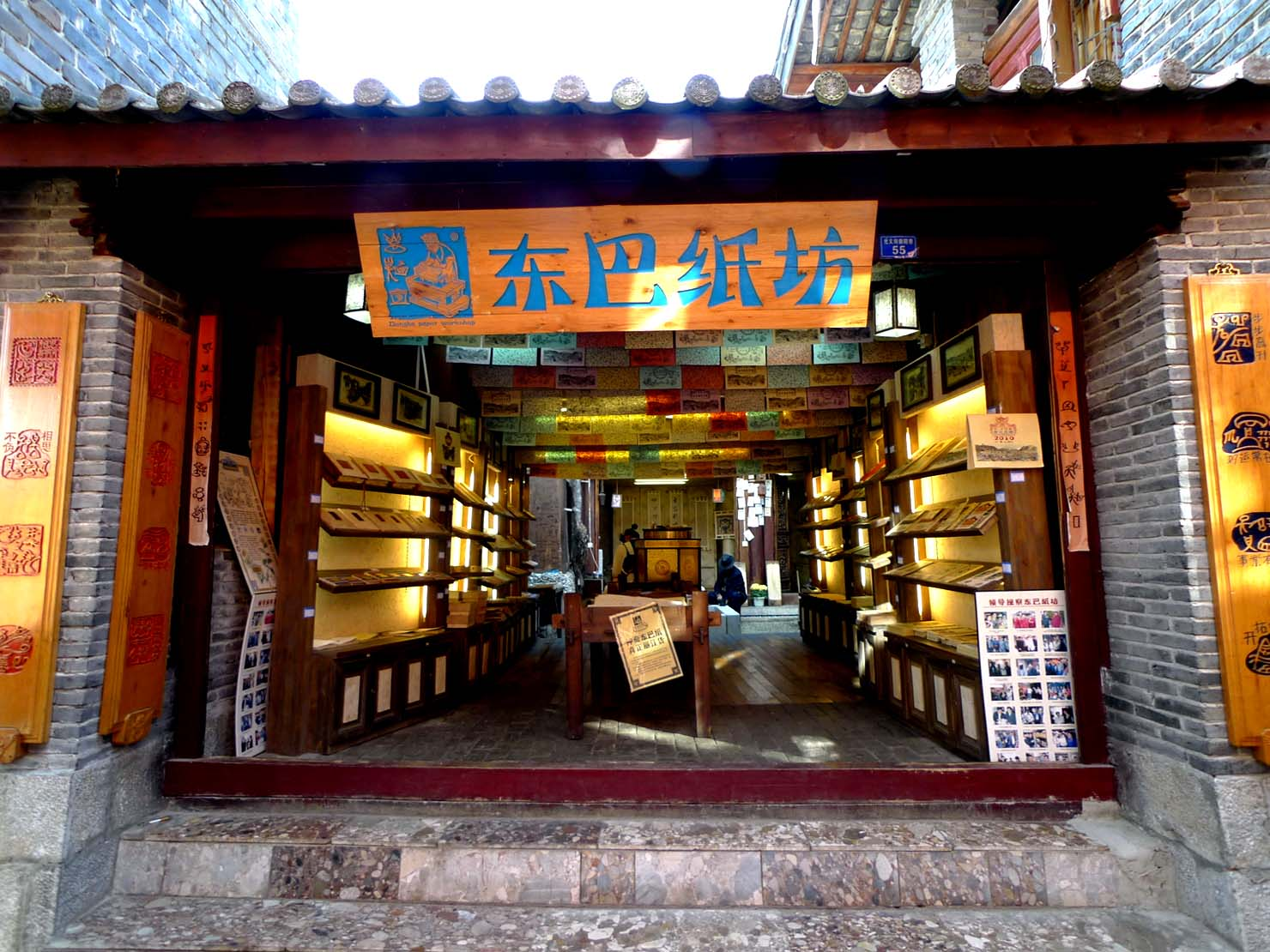
Papelaria Dongba na velha cidade de Lijiang.

O termo dongba (Naxi: ²dto¹mba, chinês: 东巴, pinyin: dōngbā, lit. ‘Ba of the East’) refere-se a sacerdotes do povo Naxi da região sudoeste da China, que eram os mestres da cultura tradicional, literatura e escrita dongba.

## Papel na sociedade
Os dongba são sacerdotes Bon. Têm um papel fulcral na cultura Nakhi e pregam a harmonia entre o homem e a natureza. Os costumes mostram a grande influência tibetana, e imagens de deuses Bon gods podem ser vistos consigo, bem como estandartes tibetanos e oferendas taoístas podem ser vistas nos rituais.

Uma completa e anotada tradução de livros Naxi Dongba (纳西东巴古籍译注全集), em 100 volumes, foi publicada.

## Ver ainda
- Escrita dongba